# David Lee (jugador de bàsquet)
David Lee (29 d'abril de 1983 a Saint Louis, Missouri) és un exjugador estatunidenc de bàsquet que jugà durant 12 temporades a l'NBA.

## Institut
Lee va jugar a Chaminade College Preparatory School. En aquells temps, David era únicament esquerrà, però es va convertir en ambidextre, ja que es va trencar el braç. Abans de passar a la Universitat de Florida, Lee va ser McDonald's All American i va guanyar el concurs d'esmaixades de l'edició del 2001.

## Universitat
David va passar el cicle universitari de 4 anys a Florida amb els Gators. Allà es va destapar com un gran aler pivot, físicament molt dur i lluitador sota el cèrcol.
En el seu any freshman va fer 7 punts - 4,7 rebots i 11,2 - 6,8 com a sophomore. Les seves millors temporades estarien per arribar, va millorar en la 2004-05 on va pujar fins als 13,3 punts i 6,8 rebots. En el seu últim any a Florida es va acomiadar amb 13,6 punts i 9 rebots.
Va acabar en el Top 15 en anotació històrica a Florida, 8è en dobles-dobles totals (22), 5è en percentatge en tirs de camp (58,1), 6è en taps (109) i 3r en esmaixades (157).

### NBA
Lee va ser triat per New York Knicks en l'últim lloc de la primera ronda del draft de 2005. Aquella va ser la tercera elecció en primera ronda dels Knicks després de Channing Frye i Nate Robinson.
La seva elecció va despertar tants dubtes en els afeccionats dels Knicks que van xiular quan es va produir l'elecció i Lee s'encaminava a David Stern. Lee va signar amb la franquícia l'1 de juliol de 2005. En les dues primeres temporades, David Lee s'ha encarregat de tapar les boques a tots aquells que van criticar la seva elecció, i li han valgut dos anys per a demostrar que pot ser un dels pilars dels Knicks actuals.
En la lliga d'estiu de Las Vegas i Minneapolis promitjà 11.5 punts (56,7% en tirs) i 5.6 rebots en el que va suposar el seu primer acte com un Knick.
En el seu any rookie, la 2005-06 Lee va disputar 14 partits de titular, 13 d'ells seguits i corresponents als mesos de desembre de 2005 i gener de 2006. En aquest espai de temps va fer el seu millor partit com a novell, va signar 23 punts (amb 10 d'11 en tirs) i 15 rebots en la victòria sobre Phoenix Suns després de tres pròrrogues. Aquests 23 es mantenen avui dia com millor marca personal en punts. La marca de rebots va ser superada en la seva segona campanya, amb 20 enfront dels Utah Jazz.
Lee va acabar la seva primera temporada a l'NBA amb una mitjana de 5,2 punts (59,6% en tir) i 4,5 rebots.
En la 2006-07 donaria un salt qualitatiu impressionant, els seus nombres van ser de 10,7 punts i 10,4 assistències, convertint-se en un dels possibles candidats a jugador amb més progressió a mesura que avançava la temporada. Un altre dels èxits a nivell personal que va recollir Lee va ser l'MVP del Rookie Challenge de 2007, després de signar 30 punts (amb 14-14 en tirs) i 11 rebots.
Va començar la campanya de titular per la lesió de Channing Frye i al final d'any va ser un dels 10 jugadors expulsats en la baralla que va tenir lloc en el partit Denver Nuggets-New York Knicks. No obstant això, Lee no va ser suspès per la lliga. La seva cistella més important va arribar el 20 de desembre del 2006 en un partit que els enfrontava als Charlotte Bobcats. Amb només 0.1 segons per jugar, Lee va aprofitar una barreja entre un alley-hoop i un palmeig (en realitat va ser això, però el d’alley hoop referit a la manera de donar la passada) per a donar la victòria al seu equip.
Fins a l'All Star, Lee fixà una mitjana d'11,1 punts (amb 61% en tirs, 1r en la lliga), 10.8 rebots i 1.8 assistències en 30.9 minuts de joc. Però desgraciadament, David també es va veure involucrat en la plaga de lesions que van tenir els Knicks i que els va minvar en les seves opcions de play-offs. En el cas de Lee, la seva lesió es va produir el 23 de febrer de 2007 enfront de Milwaukee Bucks. David va caure sobre el peu d'Andrew Bogut i es va torçar el genoll. El primer diagnòstic reflectia que el jugador podria tornar en pocs dies, però després d'estar de baixa 3 setmanes i no tornar a les pistes els serveis mèdics van haver de tornar-lo a examinar i van trobar que la lesió era molt més important del que indicava el primer diagnòstic.

## Trivial
- Jugava al tennis fins als 12 anys.
- Va créixer d'1,88 fins a 2,06 entre el seu any freshman i sophomore de l'institut.